# Parc régional du Matese
Le parc régional du Matese (en italien : Parco Regionale di Matese) est un 
espace naturel protégé créée en 1993 dans les province de Bénévent et province de  Caserte en Campanie,.

## Territoire
Le territoire du parc comprend une partie du versant campanien du massif montagneux du Matese (it). Les plus hautes montagnes, de nature calcaire, sont La Gallinola (1 923 m d'altitude) et Monte Mutria (1 823 m d'altitude). Il existe trois lacs : le plus grand, appelé Lago del Matese, est le lac le plus haut d'Italie (1 011 m) ; les deux autres, Letino et Gallo Matese, plus petits mais tout aussi évocateurs, sont utilisés pour l'énergie hydroélectrique. Le parc est traversé par deux rivières : le Titerno et le Tammaro.

## Faune

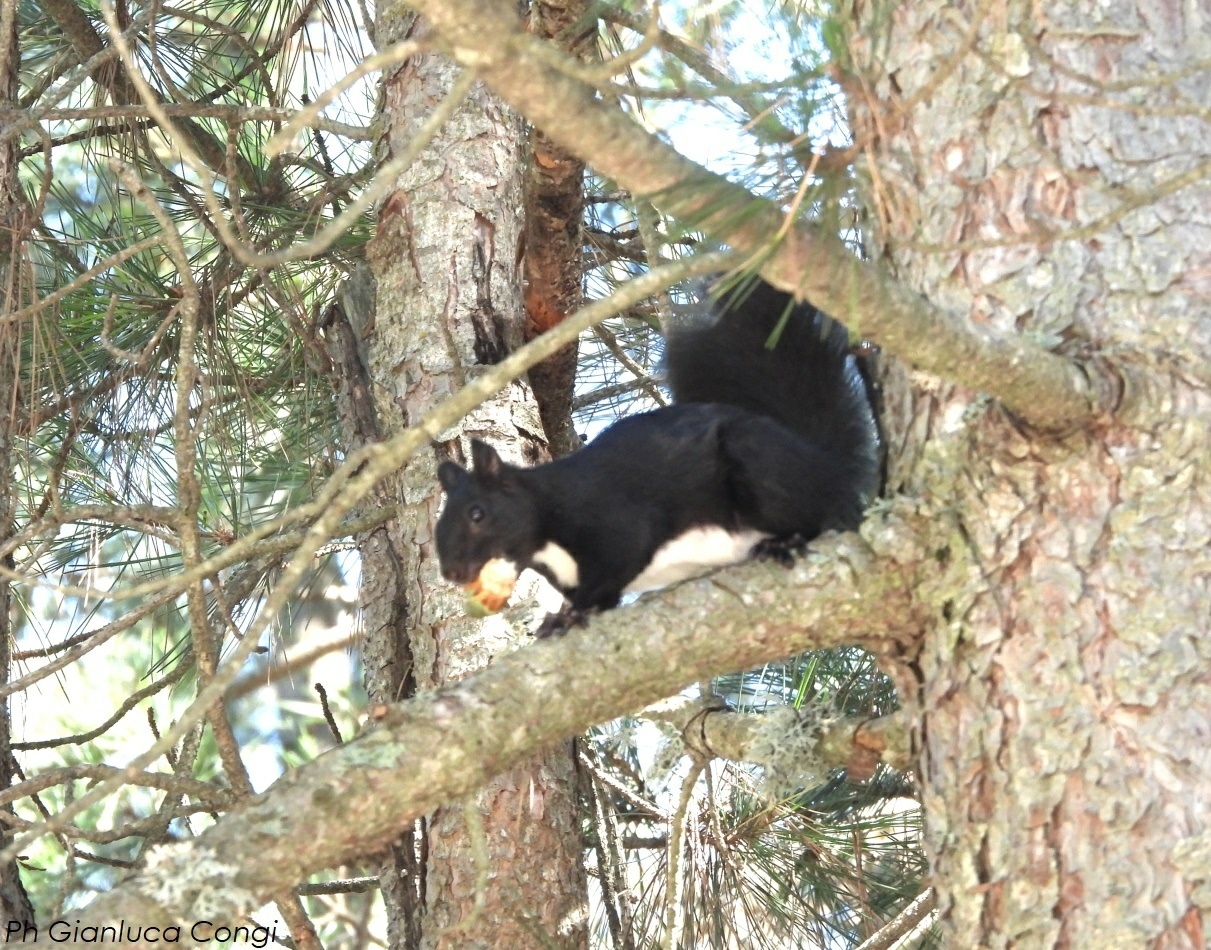
L'écueuil noir.

L'animal emblématique est le loup des Apennins (Canis lupus italicus), régulièrement aperçu dans les communes de Letino et Gallo Matese  Les bois de feuillus protègent l'insaisissable chat sauvage (Felis silvestris), le renard, le blaireau, l'écureuil noir (Sciurus meridionalis), le loir, la belette et la fouine. 
Parmi les oiseaux, on peut voir le pic épeiche, la grive draine, le geai des chênes, le rouge-queue et la rare perdrix bartavelle. Parmi les oiseaux de proie, on trouve l'aigle royal qui niche dans les parois rocheuses abruptes de la Valle dell'inferno, la buse variable et le faucon pèlerin.

## Flore
La végétation du massif du Matese est composée, dans la zone inférieure, de chêne vert, de charme, d'arbousier et d'autres éléments typiques de la zone méditerranéenne ; au fur et à mesure de l'altitude, ces essences sont remplacées par le châtaignier et le hêtre. On trouve  aussi du sorbier, de l'érable, du cornouiller, du frêne et du sapin blanc. Parmi les nombreuses plantes herbacées des clairières et des sous-bois on trouve la gentiane, la digitale et surtout le sureau (Sambucus ebulus), plante la plus caractéristique qui accompagne la hêtraie dans les clairières les plus ouvertes et lumineuses.